# Immunité croisée
Ne doit pas être confondu avec Immunité grégaire.
En immunologie, on parle d’immunité croisée lorsqu'un anticorps spécifique d'un antigène, c'est-à-dire d'une protéine spécifique d'un pathogène, est également efficace pour un autre pathogène, qui présente un antigène très proche,,. Le système immunitaire adaptatif est ainsi capable de se protéger d'un agent pathogène à la suite d'une exposition à un autre agent, distinct. 
Ce phénomène est notamment observé dans le cas de la vaccination contre la grippe : le vaccin contient une des souches particulières de la grippe, tout en ayant aussi une action sur d'autres souches ayant un épitope similaire. 
Il semblerait également qu'un virus respiratoire puisse bloquer l'infection par un autre grâce à la stimulation des défenses antivirales dans la muqueuse des voies respiratoires. Ainsi lors de la pandémie de 2009 d'un virus émergent de la grippe A (H1N1), les données de plusieurs pays européens ont indiqué que la propagation du virus avait pu être interrompue par l'épidémie annuelle de rhinovirus d'automne. L'immunité croisée serait ainsi un facteur d'immunité collective. 